# Атаєв Наріман Шамсутдинович
Атаєв Наріман Шамсутдинович (25 січня 1971, Каган, Бухарська область, Узбецька Радянська Соціалістична Республіка — пом. 25 травня 2007, Владимир, Росія) — узбецький професійний боксер, призер Азійських ігор, чемпіон Азії.

## Аматорська кар'єра
1991 року на Спартакіаді народів СРСР в напівсередній вазі Атаєв завоював бронзову медаль.
Після розпаду СРСР ввійшов до складу збірної Узбекистану.
На чемпіонаті світу 1993 здобув три перемоги, а в чвертьфіналі програв українцю Сергію Городнічову.
1994 року Атаєв став переможцем Кубку світу, здобувши п'ять перемог, в тому числі нокаутувавши в фіналі Архом Ченглай (Таїланд). Восени 1994 року став бронзовим призером Азійських ігор, програвши в півфіналі Нуржану Сманову (Казахстан).
На чемпіонаті Азії 1995 року Наріман Атаєв завоював золоту медаль.
На чемпіонаті світу 1995 в 1/16 фіналу Атаєв взяв реванш у Сергія Городнічова, а в чвертьфіналі в рівному бою поступився Віталіюсу Карпачяускасу (Литва).
На Олімпійських іграх 1996 Наріман Атаєв переміг двох суперників і вибув з боротьби за нагороди в чвертьфіналі, програвши Даніелю Сантос (Пуерто-Рико) — 15-28.
Після цього 1997 року Атаєв став срібним призером чемпіонату Азії, поступившись у фіналі Нуржану Сманову.
На Кубку світу 1998 здобув одну перемогу, а в півфіналі програв Діогенесу Луна (Куба).
На Азійських іграх 1998 програв в півфіналі Паркпуму Джангфонак (Таїланд) і задовольнився бронзовою медаллю.

## Професіональна кар'єра
2001 року Атаєв розпочав виступи на професійному рингу. Провів усього 6 боїв, останній з них — 14 квітня 2007 року у Владимирі, Росія. Через місяць в тому ж Владимирі був вбитий і похований .